# Himalaya-Traubenspiere
Die Himalaya-Traubenspiere (Neillia thyrsiflora) ist eine Pflanzenart aus der Familie der Rosengewächse. Ihr Verbreitungsgebiet liegt im Himalaya und in anderen Gebieten Asiens.

## Beschreibung
Die Himalaya-Traubenspiere ist ein aufrechter, bis zu 2 Meter hoher Strauch mit rotbraunen, kahlen oder etwas behaarten, kantigen Trieben. Die Knospen sind rotbraun, eiförmig, mit stumpfem Ende und zwei bis drei am Rand leicht behaarten Knospenschuppen. Oft wachsen zwei oder drei Knospen zusammen in den Achseln blühender Zweige.
Die Blätter haben einen 1 bis 1,5 Zentimeter langen, beinahe kahlen Stiel. Die Nebenblätter sind etwa 6 Millimeter lang, eiförmig-lanzettlich, spitz mit entfernt gesägtem Rand und beinahe kahl. Die Blattspreite ist einfach, 6 bis 8,5 Zentimeter lang und 4 bis 6 Zentimeter breit, eiförmig bis eiförmig-elliptisch, dreigeteilten oder selten drei- bis fünffach gelappt, lang zugespitzt mit abgerundeter bis herzförmiger Basis und scharf doppelt gesägtem Rand. Beide Seiten sind kahl oder die Unterseite ist etwas an den Nerven behaart.
Die Blüten stehen zahlreich in 6 bis 15,5 Zentimeter langen, dicht oder locker verzweigten Rispen mit leicht behaartem Stiel. Sie haben einen Durchmesser von etwa 4 Millimeter, und einen etwa 3 Millimeter langen, leicht behaarten Blütenstiel. Der Blütenbecher ist glockenförmig, 2 bis 3 Millimeter lang und außen behaart. Die Kelchblätter sind dreieckig, etwa gleich lang wie die Kelchröhre, leicht beidseitig behaart, ganzrandig mit geschwänzter Spitze. Die Kronblätter sind weiß, etwa 2 Millimeter lang und verkehrt-eiförmig. Je Blüte werden 10 bis 15 Staubblätter gebildet. Der Fruchtknoten ist zylindrisch, kahl, nur an den Nähten oder als ganzes behaart und hat selten ab acht meist zehn bis zwölf Samenanlagen. Die Balgfrüchte sind zylindrisch, die Samen eiförmig. Die Art blüht im Juli, die Früchte reifen von September bis Oktober.

## Verbreitung und Ökologie
Das natürliche Verbreitungsgebiet reicht von der gemäßigten bis zur tropischen Klimazone Asiens und liegt in den chinesischen Provinzen Guangxi, Guizhou, Sichuan, Xizang und Yunnan, in Bhutan, Nepal, in den indischen Bundesstaaten Assam und Sikkim, in Myanmar, Vietnam und auf den indonesischen Inseln Java und Sumatra. Sie wächst in kühlfeuchten Wäldern in Höhen von 1000 bis 3000 Metern auf sauren bis schwach alkalischen, humosen, sandig-lehmigen bis lehmigen, nährstoffreichen Böden an lichtschattigen, wintermilden Standorten. Die Art ist frostempfindlich.

## Systematik
Die Himalaya-Traubenspiere (Neillia thyrsiflora) ist eine Art aus der Gattung der Traubenspieren (Nellia) in der Familie der Rosengewächse (Rosaceae), Unterfamilie Spiraeoideae, Tribus Neillieae. Die Art wurde von David Don 1825 erstbeschrieben.
Es werden zwei Varietäten unterschieden:
- Neillia thyrsiflora var. thyrsiflora mit dicht verzweigten Blütenrispen und einem kahlen oder nur an den Nähten behaarten Fruchtknoten. Das Verbreitungsgebiet der Varietät liegt im Nordwesten von Yunnan, in Bhutan, Sikkim, Myanmar und Nepal in Höhen von 1000 bis 3000 Metern.[5]
- Neillia thyrsiflora var. tunkinensis (J.E. Vidal) J.E. Vidal mit locker verzweigten Blütenrispen und einem vollständig behaarten Fruchtknoten. Das Verbreitungsgebiet liegt in den chinesischen Provinzen Guangxi, Guizhou, Sichuan, Xizang und Yunnan, in Nordvietnam, Assam und Indonesien in Höhen von 1000 bis 2700 Metern.[6]

## Verwendung
Die Himalaya-Traubenspiere wird aufgrund ihrer dekorativen Blüten manchmal als Ziergehölz verwendet.

## Nachweise